# Mazr Ālā
Mazr Ālā (persiska: مزر آلا, Marzāleh) är en ort i Iran.   Den ligger i provinsen Kermanshah, i den nordvästra delen av landet, 400 km väster om huvudstaden Teheran. Mazr Ālā ligger 1 799 meter över havet och antalet invånare är 117.
Terrängen runt Mazr Ālā är kuperad åt sydväst, men åt nordost är den platt.Runt Mazr Ālā är det ganska tätbefolkat, med 72 invånare per kvadratkilometer. Närmaste större samhälle är Sonqor, 16,6 km öster om Mazr Ālā. Trakten runt Mazr Ālā består i huvudsak av gräsmarker.